# جدول مدال‌های المپیک تابستانی ۱۹۹۲
جدول مدال بازی‌های المپیک تابستانی ۱۹۹۲ فهرستی از مدال‌های کسب شده توسط ورزشکاران است در طول برگزاری المپیک تابستانی سال ۱۹۹۲ میلادی که در شهر بارسلون اسپانیا از ۲۵ جولای تا ۹ اوت ۱۹۹۲ با شرکت ۹۳۵۶ ورزشکار از ۱۶۹ کشور دنیا در ۲۸ رشته ورزشی برگزار شد. 

## جدول مدال ها
رتبه بندی این جدول توسط کمیته بین المللی المپیک (ioc) اعلام شده‌است.
| رتبه  | کشور                           | طلا | نقره | برنز | مجموع |
| ۱     | تیم متحد (EUN)                 | ۴۵  | ۳۸   | ۲۹   | ۱۱۲   |
| ۲     | ایالات متحده آمریکا (USA)      | ۳۷  | ۳۴   | ۳۷   | ۱۰۸   |
| ۳     | آلمان (GER)                    | ۳۳  | ۲۱   | ۲۸   | ۸۲    |
| ۴     | چین (CHN)                      | ۲۱  | ۲۲   | ۱۶   | ۵۹    |
| ۵     | کوبا (CUB)                     | ۱۹  | ۲۲   | ۲۸   | ۶۹    |
| ۶     | اسپانیا (ESP)                  | ۱۸  | ۲۹   | ۲۷   | ۶۴    |
| ۷     | کره جنوبی (KOR)                | ۱۸  | ۱۸   | ۲۲   | ۵۸    |
| ۸     | مجارستان (HUN)                 | ۱۷  | ۲۷   | ۱۹   | ۵۳    |
| ۹     | فرانسه (FRA)                   | ۱۶  | ۲۰   | ۱۹   | ۵۵    |
| ۱۰    | استرالیا (AUS)                 | ۱۵  | ۱۵   | ۱۷   | ۴۷    |
| ۱۱    | کانادا (CAN)                   | ۱۴  | ۱۴   | ۱۷   | ۴۵    |
| ۱۲    | ایتالیا (ITA)                  | ۱۲  | ۱۸   | ۱۸   | ۴۸    |
| ۱۳    | بریتانیای کبیر (GBR)           | ۱۱  | ۱۰   | ۱۲   | ۳۳    |
| ۱۴    | رومانی (ROU)                   | ۴   | ۶    | ۸    | ۱۸    |
| ۱۵    | چکسلواکی (TCH)                 | ۴   | ۲    | ۱    | ۷     |
| ۱۶    | کره شمالی (PRK)                | ۴   | ۰    | ۵    | ۹     |
| ۱۷    | ژاپن (JPN)                     | ۳   | ۸    | ۱۱   | ۲۲    |
| ۱۸    | بلغارستان (BUL)                | ۳   | ۷    | ۶    | ۱۶    |
| ۱۹    | لهستان (POL)                   | ۳   | ۶    | ۱۰   | ۱۹    |
| ۲۰    | هلند (NED)                     | ۲   | ۶    | ۷    | ۱۵    |
| ۲۱    | کنیا (KEN)                     | ۲   | ۴    | ۲    | ۸     |
| ۲۲    | نروژ (NOR)                     | ۲   | ۴    | ۱    | ۷     |
| ۲۳    | ترکیه (TUR)                    | ۲   | ۲    | ۲    | ۶     |
| ۲۴    | اندونزی (INA)                  | ۲   | ۲    | ۱    | ۵     |
| ۲۵    | برزیل (BRA)                    | ۲   | ۱    | ۰    | ۳     |
| ۲۶    | یونان (GRE)                    | ۲   | ۰    | ۰    | ۲     |
| ۲۷    | سوئد (SWE)                     | ۱   | ۷    | ۴    | ۱۲    |
| ۲۸    | نیوزیلند (NZL)                 | ۱   | ۴    | ۵    | ۱۰    |
| ۲۹    | فنلاند (FIN)                   | ۱   | ۲    | ۲    | ۵     |
| ۳۰    | دانمارک (DEN)                  | ۱   | ۱    | ۴    | ۶     |
| ۳۱    | مراکش (MAR)                    | ۱   | ۱    | ۱    | ۳     |
| ۳۲    | ایرلند (IRL)                   | ۱   | ۱    | ۰    | ۲     |
| ۳۳    | اتیوپی (ETH)                   | ۱   | ۰    | ۲    | ۳     |
| ۳۴    | الجزایر (ALG)                  | ۱   | ۰    | ۱    | ۲     |
| ۳۴    | استونی (EST)                   | ۱   | ۰    | ۱    | ۲     |
| ۳۴    | لیتوانی (LTU)                  | ۱   | ۰    | ۱    | ۲     |
| ۳۷    | سوئیس (SUI)                    | ۱   | ۰    | ۰    | ۱     |
| ۳۸    | جامائیکا (JAM)                 | ۰   | ۳    | ۱    | ۴     |
| ۳۸    | نیجریه (NGR)                   | ۰   | ۳    | ۱    | ۴     |
| ۴۰    | لتونی (LAT)                    | ۰   | ۲    | ۱    | ۳     |
| ۴۱    | اتریش (AUT)                    | ۰   | ۲    | ۰    | ۲     |
| ۴۱    | نامیبیا (NAM)                  | ۰   | ۲    | ۰    | ۲     |
| ۴۱    | آفریقای جنوبی (RSA)            | ۰   | ۲    | ۰    | ۲     |
| ۴۴    | بلژیک (BEL)                    | ۰   | ۱    | ۲    | ۳     |
| ۴۴    | ایران (IRI)                    | ۰   | ۱    | ۲    | ۳     |
| ۴۴    | شرکت‌کنندگان مستقل المپیک (IOP) | ۰   | ۱    | ۲    | ۳     |
| ۴۸    | اسرائیل (ISR)                  | ۰   | ۱    | ۱    | ۲     |
| ۴۹    | چین تایپه (TPE)                | ۰   | ۱    | ۰    | ۱     |
| ۴۹    | مکزیک (MEX)                    | ۰   | ۱    | ۰    | ۱     |
| ۴۹    | پرو (PER)                      | ۰   | ۱    | ۰    | ۱     |
| ۵۲    | مغولستان (MGL)                 | ۰   | ۰    | ۲    | ۲     |
| ۵۲    | اسلوونی (SLO)                  | ۰   | ۰    | ۲    | ۲     |
| ۵۴    | آرژانتین (ARG)                 | ۰   | ۰    | ۱    | ۱     |
| ۵۴    | باهاما (BAH)                   | ۰   | ۰    | ۱    | ۱     |
| ۵۴    | کلمبیا (COL)                   | ۰   | ۰    | ۱    | ۱     |
| ۵۴    | غنا (GHA)                      | ۰   | ۰    | ۱    | ۱     |
| ۵۴    | مالزی (MAS)                    | ۰   | ۰    | ۱    | ۱     |
| ۵۴    | پاکستان (PAK)                  | ۰   | ۰    | ۱    | ۱     |
| ۵۴    | فیلیپین (PHI)                  | ۰   | ۰    | ۱    | ۱     |
| ۵۴    | پورتوریکو (PUR)                | ۰   | ۰    | ۱    | ۱     |
| ۵۴    | قطر (QAT)                      | ۰   | ۰    | ۱    | ۱     |
| ۵۴    | سورینام (SUR)                  | ۰   | ۰    | ۱    | ۱     |
| ۵۴    | تایلند (THA)                   | ۰   | ۰    | ۱    | ۱     |
| مجموع | مجموع                          | ۲۶۰ | ۲۵۷  | ۲۹۸  | ۸۱۵   |